# Dominik Szoboszlai
Dominik Szoboszlai [ˈsoboslɒi] (* 25. Oktober 2000 in Székesfehérvár) ist ein ungarischer Fußballspieler. Er ist variabel im Mittelfeld einsetzbar, steht beim FC Liverpool unter Vertrag und ist ungarischer Nationalspieler.

## Karriere

### Verein

#### Anfänge

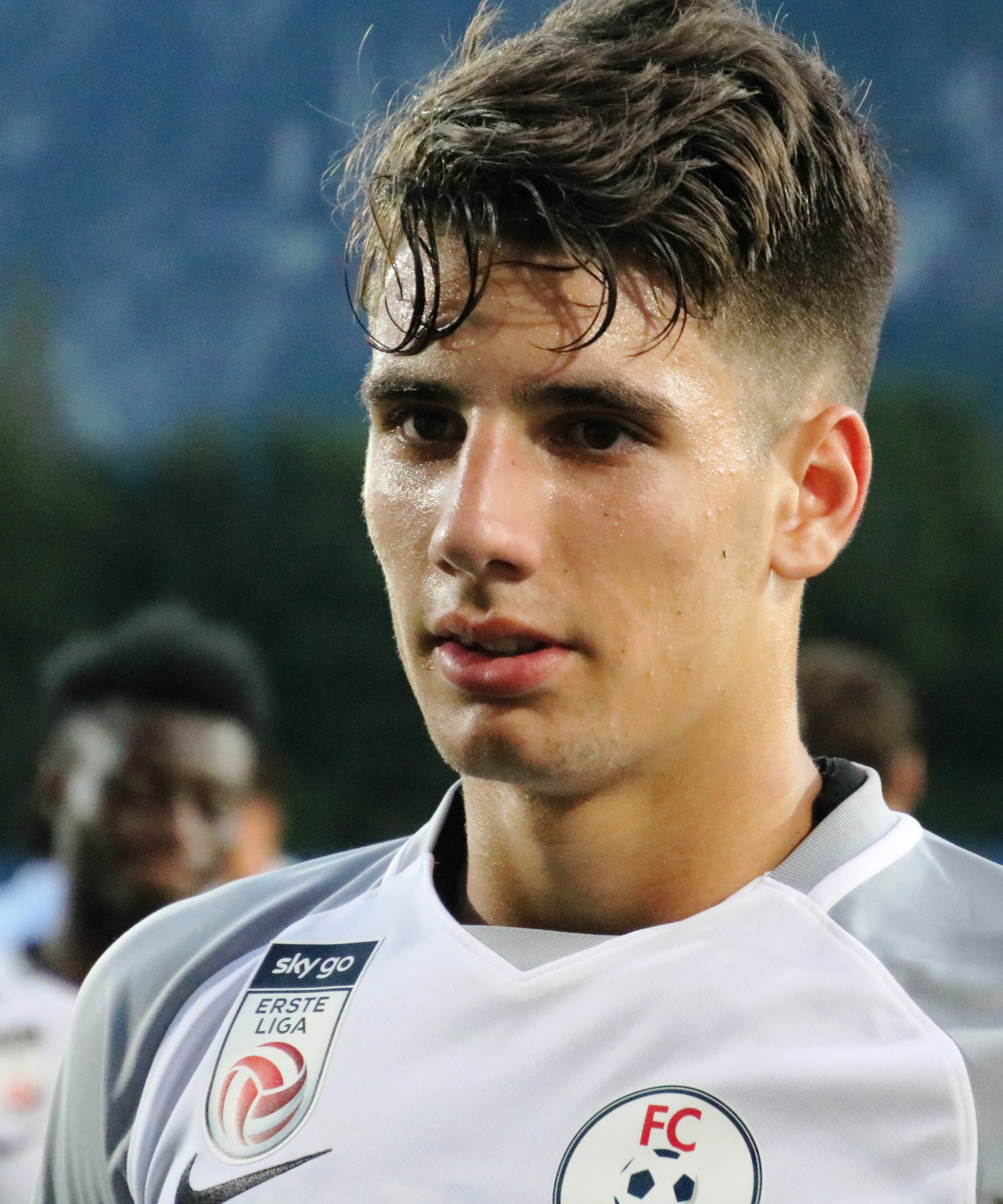
Szoboszlai beim FC Liefering (2017)

Szoboszlai begann in Székesfehérvár in der Jugendabteilung des Videoton FC mit dem Fußballspielen und wechselte 2015 in die Jugendabteilung von MTK Budapest. Nach einem Jahr in der ungarischen Hauptstadt kehrte er 2016 zu Videoton zurück. Im März 2017 wechselte der Ungar ins Nachbarland Österreich in die Akademie des FC Red Bull Salzburg, für dessen U18 er einige Partien absolvierte.
Zur Saison 2017/18 rückte Szoboszlai 17-jährig in den Kader des Salzburger Farmteams FC Liefering auf. Sein Debüt für den Zweitligisten gab er im Juli 2017, als er am 1. Spieltag jener Saison beim 2:1 gegen die Kapfenberger SV von Beginn an zum Einsatz kam, bevor er in der 72. Minute für Mahamadou Dembélé ausgewechselt wurde. Sein erstes Tor erzielte er am 4. August 2017 beim 3:2-Sieg im Auswärtsspiel gegen den FC Blau-Weiß Linz mit dem Treffer zum 3:1 in der 66. Minute. Anfangs spielte der Ungar regelmäßig im offensiven Mittelfeld hinter einer Doppelspitze, die aus Patson Daka und wechselnden Sturmpartnern bestand. Anstelle von Mathias Honsak rückte Szoboszlai in der Folge ins linke Mittelfeld; auf dieser Position unterstützte er häufig die Offensivspieler Lieferings und konnte bis zum Saisonende zehn Tore selbst erzielen sowie sieben weitere vorbereiten; darüber hinaus verpasste der Mittelfeldspieler lediglich ein Ligaspiel. Parallel dazu spielte der Ungar am letzten Spieltag erstmals für Salzburg in der Bundesliga und gewann mit der Mannschaft die Landesmeisterschaft. Für die U19 war Szoboszlai in allen sechs Partien bis zum Aus im Achtelfinale in der UEFA Youth League aktiv.

#### In der österreichischen Bundesliga
Im Januar 2018 erhielt er nach seinen Leistungen für Liefering einen bis Mai 2021 gültigen Vertrag bei RB Salzburg, den er Ende März 2019 vorzeitig bis 31. Mai 2022 verlängerte. Nach weiteren Einsätzen in der 2. Liga konnte Szoboszlai ab März 2019 Zlatko Junuzović im zentralen Mittelfeld verdrängen und bespielte diese Position im weiteren Verlauf weiterhin regelmäßig; am Saisonende wurde er mit Salzburg erneut österreichischer Meister sowie zusätzlich ÖFB-Cupsieger. Nachdem er auf Anraten seines Cheftrainers Marco Rose noch härter an sich gearbeitet und sogar einen Personaltrainer engagiert hatte, konnte sich der Ungar in der Spielzeit 2019/20 unter Roses Nachfolger Jesse Marsch auf den Außenbahnen festspielen. Hierbei profitierte er klar von den Abgängen des bis dato besten Torschützen Erling Haaland sowie von Takumi Minamino, der häufig die Rolle des „Spielmachers“ ausgefüllt hatte. Neben einem Stammplatz in seiner ersten Saison in der Champions League (unter anderem ein 6:2 gegen Genk) konnte sich der Mittelfeldspieler wettbewerbsübergreifende 30 Scorerpunkte verdienen, im Frühjahr folgte zusätzlich zum dritten Meistertitel in Folge die Wahl zum Spieler der Saison. Die Fachpresse lobte neben dem ersten „Dreierpack“ des Ungarn in der Bundesliga auch seine Stärken bei direkten Freistößen sowie bei Eckbällen.

#### RB Leipzig
Zum 1. Januar 2021 wechselte Szoboszlai in die deutsche Bundesliga zu RB Leipzig. Der 20-Jährige unterschrieb einen Vertrag bis zum 30. Juni 2025 und wurde zum 18. Spieler, der seit 2012 von Salzburg nach Leipzig transferiert wurde. Bei den Sachsen traf er auf seine Nationalmannschaftskollegen Willi Orban und Péter Gulácsi. Aufgrund einer Schambeinentzündung, die er sich noch in Salzburg zugezogen hatte, kam er in seiner ersten Bundesliga-Saison allerdings in keinem Spiel zum Einsatz. Dennoch verlängerte der Verein seinen Vertrag im Mai 2021 vorzeitig mit einer Laufzeit bis 2026.
In der Saison 2021/22 hingegen wurde Szoboszlai in 31 Bundesligaspielen eingesetzt und war an 14 Toren beteiligt. Zudem erreichte er mit RB Leipzig das Finale des DFB-Pokals, in dem er ebenfalls spielte und das die Sachsen im Elfmeterschießen gegen den SC Freiburg gewannen.

#### FC Liverpool
Im Juli 2023 wechselte Szoboszlai in die Premier League zum FC Liverpool. Dabei zog der Premier-League-Club die Ausstiegsklausel in Höhe von 70 Millionen Euro und machte Szoboszlai zum Rekordabgang von RB Leipzig.

### Nationalmannschaft

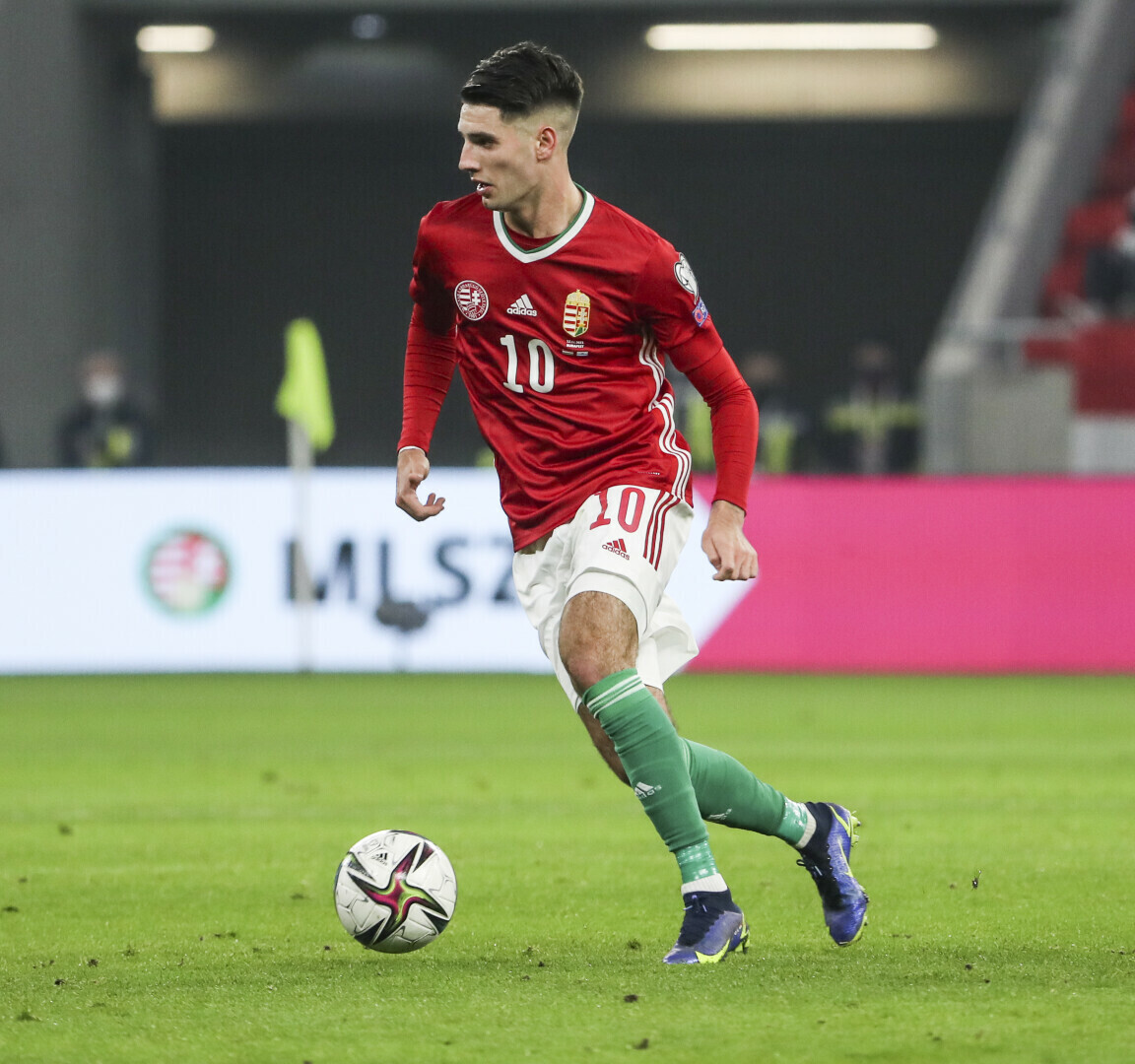
Szoboszlai bei der Nationalmannschaft (2021)

Szoboszlai spielte 2016 erstmals für die U17-Nationalmannschaft, als er am 14. Dezember 2016 gegen Italien zum Einsatz kam, und erzielte in jenem Spiel, das Ungarn mit 2:1 gewann, den Treffer zum 2:0 in der 24. Minute. Im selben Jahr debütierte er auch für die U19-Mannschaft. Im Mai 2017 wurde er erstmals in den Kader der A-Nationalmannschaft berufen.
Am 1. September 2017 debütierte der Mittelfeldspieler für die U21, die in Paderborn mit 2:1 gegen Deutschland gewann.
In der A-Mannschaft stand er bei seinem ersten Einsatz, dem 2:1 über Vizeweltmeister Kroatien in der Qualifikation zur EM 2020 am 24. März 2019, in der Startelf. Über die Play-offs erreichte die Mannschaft dank Szoboszlais Siegtreffer über Island in der zweiten Minute der Nachspielzeit Mitte November 2020 schließlich auch die Endrunde des Turniers. Szoboszlai selbst verpasste diese jedoch verletzungsbedingt.
Im Mai 2024 wurde er von Marco Rossi in den Ungarischen Kader für die Fußball-Europameisterschaft 2024 berufen.

## Titel und Auszeichnungen
RB Leipzig
- Deutscher Pokalsieger (2): 2022, 2023

FC Red Bull Salzburg
- Österreichischer Meister (4): 2018, 2019, 2020, 2021
- Österreichischer Cupsieger (2): 2019, 2020

FC Liverpool
- Englischer Meister: 2025
- Englischer Ligapokalsieger: 2024

Auszeichnungen
- Bester Spieler der Bundesliga: 2020
- Sportler des Jahres in Ungarn: 2020, 2023
- Rookie des Monats der Bundesliga (3): August 2021, Oktober 2021 und April 2022